# Список серій аніме «Kakegurui»
Аніме-адаптація манги Kakegurui створена студією MAPPA. Перший сезон з 1 липня по 23 вересня 2017 року транслювався на Tokyo MX, MBS та інших каналах Опенінг «Deal with the Devil» виконувала співачка Тіа.
Прем'єра другого сезону Kakegurui ×× відбудеться 6 січня 2019 року.

## Список серій
| №  | Назва серії                                                               | Дата            |
| -- | ------------------------------------------------------------------------- | --------------- |
| 1  | A Woman Named Yumeko Jabami «Jabami Yumeko to Iu Onna» (蛇喰夢子という女) | 1 липня 2017    |
| 2  | A Boring Woman «Tsumannai Onna» (つまんない女)                            | 8 липня 2017    |
| 3  | Slit-Eyed Woman «Itome no Onna» (糸目の女)                                | 15 липня 2017   |
| 4  | The Woman Who Became Livestock «Kachiku ni Natta Onna» (家畜になった女)   | 22 липня 2017   |
| 5  | The Woman Who Became Human «Ningen ni Natta Onna» (人間になった女)        | 29 липня 2017   |
| 6  | Tempting Woman «Sasou Onna» (誘う女)                                      | 12 серпня 2017  |
| 7  | Refusing Women «Kyozetsu-suru Onna-tachi» (拒絶する女たち)                | 19 серпня 2017  |
| 8  | Love-Dancing Woman «Aidoru Onna» (愛踊る女)                               | 26 серпня 2017  |
| 9  | The Dreaming Woman «Yumemiru Onna» (夢見る女)                             | 2 вересня 2017  |
| 10 | Selective Woman «Sentaku suru Onna» (選択する女)                          | 9 вересня 2017  |
| 11 | The Woman Who Bets Her Life «Jinsei o kakeru Onna» (人生を賭ける女)       | 16 вересня 2017 |
| 12 | Gambling Woman «Kakegurui no Onna» (賭ケグルイの女)                       | 23 вересня 2017 |